# Lestiou
Lestiou é uma comuna francesa na região administrativa do Centro, no departamento Loir-et-Cher. Estende-se por uma área de 8,39 km². Em 2010 a comuna tinha 294 habitantes (densidade: 35 hab./km²).